# Législature 1992-1996 du Grand Conseil du canton de Fribourg
La législature 1992-1996 du Grand Conseil du canton de Fribourg commence en 1992 et s'achève en 1996.  

## Résultat des élections
Lors des élections cantonales du 17 novembre 1991, le Grand Conseil du canton de Fribourg subit un renouvellement intégral. En effet, 35 des 130 députés ne se représentent pas et 632 personnes sont candidates à la succession. À la suite des élections, la députation 1992-1996 comprend 50 nouveaux députés contre 45 en 1986, dont 19 femmes. La moyenne d'âge est stable par rapport aux dernières élections, soit 45 ans. La composition par parti, subit également des modifications:  
- Parti démocrate-chrétien, PDC: 46 (-4);
- Parti socialiste, PSF: 29 (-3);
- Parti libéral-radical, PRD: 24 (-3);
- Union démocratique du centre, UDC: 10 (statu quo);
- Parti chrétien-social, PCS: 9 (-2);
- Parti social-démocrate, PSD: 7 (5 nouveaux sièges);
- VertEs (4);
- Jeunesse singinoise (1).

En résumé, il s'agit selon le quotidien La Liberté d'un parlement « plus rose-vert, plus féminin, plus corsé ».